# Línea del Duero
La línea del Duero es una vía férrea de ancho ibérico comprendida entre las localidades de Ermesinde y Pocinho, en Portugal. Se llama así porque sigue el curso del río Duero en la mayor parte de su recorrido. Hasta 1988 llegaba hasta Barca de Alba, en la frontera española, unida con la línea española La Fuente de San Esteban-Barca de Alba, que conectaba Oporto con la red ferroviaria europea. El tramo desde Barca de Alba hasta Pocinho se encuentra actualmente abandonado, así como toda la línea La Fuente de San Esteban-Barca de Alba.

## Historia

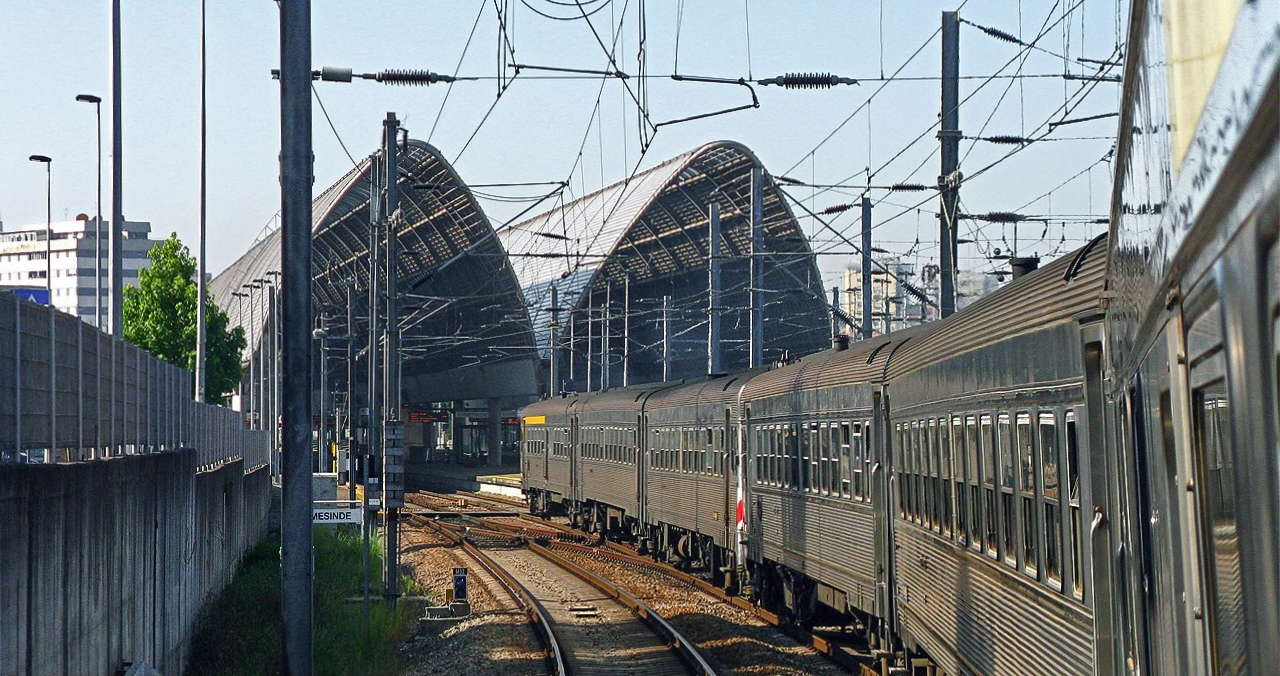
Estación de Ermesinde, en la cabecera de la línea.

En 1867, el Estado portugués presentó a los ayuntamientos los proyectos de conexión ferroviaria de ancho ibérico que unirían Oporto con Pinhão, por la línea del Duero, y la frontera con el norte de España en el río Miño, por la línea del Miño, pasado por Braga. A pesar del empeño que los ayuntamientos y el propio Gobierno tenían en la construcción de estas líneas, debido a su necesidad, no fue decretado el inicio de las obras en la línea del Miño, así como la realización de estudios para el trazado de la línea del Duero hasta el 14 de junio de 1872.
Además de facilitar la movilidad de los habitantes de Trás-os-Montes, el principal propósito de la línea del Duero era poder transportar abono, semillas y otros productos, así como la producción agrícola de las regiones de interior, especialmente el vino de Oporto, que se cultivaba en el interior y se fermentaba en Oporto. Por otro lado, pretendía apoyar una alternativa al transporte fluvial, bastante limitado por la entonces reducida capacidad de navegación del Duero. Debido a su importancia, la construcción de la Línea del Duero adquirió prioridad en relación con otros proyectos ferroviarios en Portugal, como la continuación del Ferrocarril del Sur hasta el Algarve.
La construcción de esta línea fue a cargo del Estado portugués, a través de la empresa Caminhos de Ferro do Minho e Douro.
| Tramos                         | Extensión | Inauguración             |
| ------------------------------ | --------- | ------------------------ |
| Ermesinde – Penafiel           | 30 311 km | 29 de julio de 1875      |
| Penafiel – Caíde               | 7328 km   | 20 de diciembre de 1875  |
| Caíde – Juncal                 | 18 818 km | 15 de septiembre de 1878 |
| Juncal – Peso da Régua         | 38 371 km | 15 de julio de 1879      |
| Peso de la Régua – Ferrão      | 15 813 km | 4 de abril de 1880       |
| Ferrão – Pinhão                | 7611 km   | 1 de junio de 1880       |
| Pinhão – Túa                   | 12 993 km | 1 de septiembre de 1883  |
| Túa – Pocinho                  | 31 678 km | 10 de enero de 1887      |
| Pocinho – Coa                  | 9061 km   | 5 de mayo de 1887        |
| Coa – Barca de Alba - frontera | 18 882 km | 9 de diciembre de 1887   |

### Tramo entre Ermesinde y Pinhão

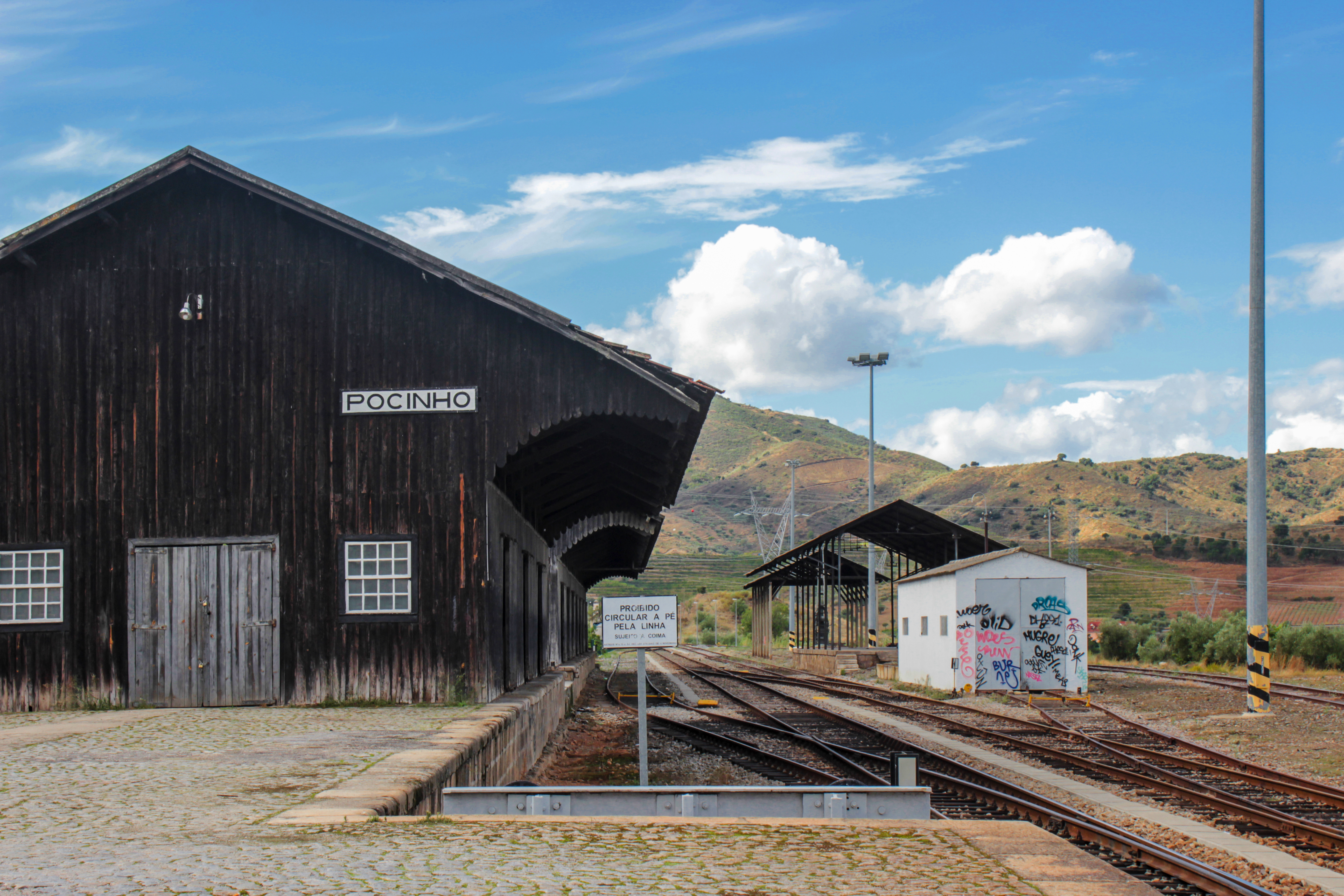
Pocinho, actual estación final de la línea, tras el cierre de Barca de Alba.

Las obras en la línea del Duero comenzaron el 8 de julio de 1873, iniciándose el primer servicio, entre Ermesinde y Penafiel, el 30 de julio de 1875. La línea llegó a la población de Régua el 15 de  julio de 1879, a Ferrão el 4 de abril de 1880 y a Pinhão el 1 de julio de 1880.

### Tramo Pinhão-Barca de Alba

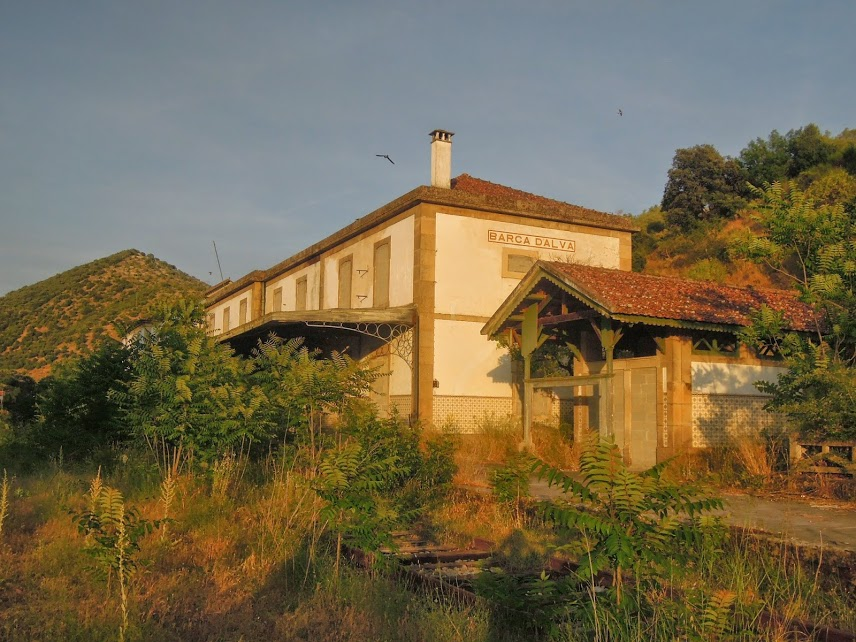
Estación de Barca de Alba, al final de la línea, actualmente abandonada.

Con la apertura del tramo hasta Pinhão se concluyó el principal objetivo de la línea del Duero, que era establecer una conexión ferroviaria hasta la región de Trás-os-Montes. No obstante, ya a estas alturas se planeaba la continuación de la línea hasta la frontera con España en Barca de Alba, por lo que el 23 de julio de 1883 fue decretada la construcción de este tramo. Fue abierta hasta Túa el 1 de septiembre de 1883, hasta Pocinho el día 10 de enero de 1887 y hasta Coa el 5 de mayo de 1887. El tramo hasta Barca de Alba fue inaugurado el 9 de diciembre de 1887, el mismo día que la línea La Fuente de San Esteban-Barca de Alba, financiada por un grupo de bancos de Oporto.
El Puente Internacional del Río Águeda fue proyectado por los ingenieros portugueses Augusto Luciano Simões de Carvalho, Alfredo Soares e José Vieira Padilha, a cargo de la compañía portuguesa Caminhos de Ferro do Minho e Douro.

### Conexión con la red ferroviaria española
La conexión de la línea del Duero con la red ferroviaria española la lleva a cabo el Sindicato Portuense, nombre de la agrupación de los principales bancos de Oporto creada en 1981. Este se encargaría de construir, en suelo español, la vía férrea desde Salamanca hasta La Fuente de San Esteban-Boadilla y desde ahí a la frontera portuguesa, con un ramal hasta La Fregeneda-Barca de Alba y otro hasta Fuentes de Oñoro-Vilar Formoso.
Para construir el tramo La Fuente de San Esteban-Barca de Alba, el Sindicato Portuense crea la Compañía del Ferrocarril de Salamanca a la Frontera Portuguesa, constituida en Madrid el 8 de enero de 1885, con una subvención del Gobierno español, pero había sido fundada exclusivamente con capital social portugués, ya que los portugueses eran los principales interesados en conectar Oporto con Europa —pues la red ferroviaria española crecía a espaldas de Portugal—. Se constituyó con 20 000 000 pesetas en 40 000 acciones de 500 pesetas. El Sindicato recibiría 37 500 acciones liberadas y 125 000 obligaciones de 500 pesetas con el 3% de interés, así como la subvención del Gobierno español, que ascendía a 11 876 708 pesetas. Se estableció con sede en Lisboa y domicilio social en Madrid.

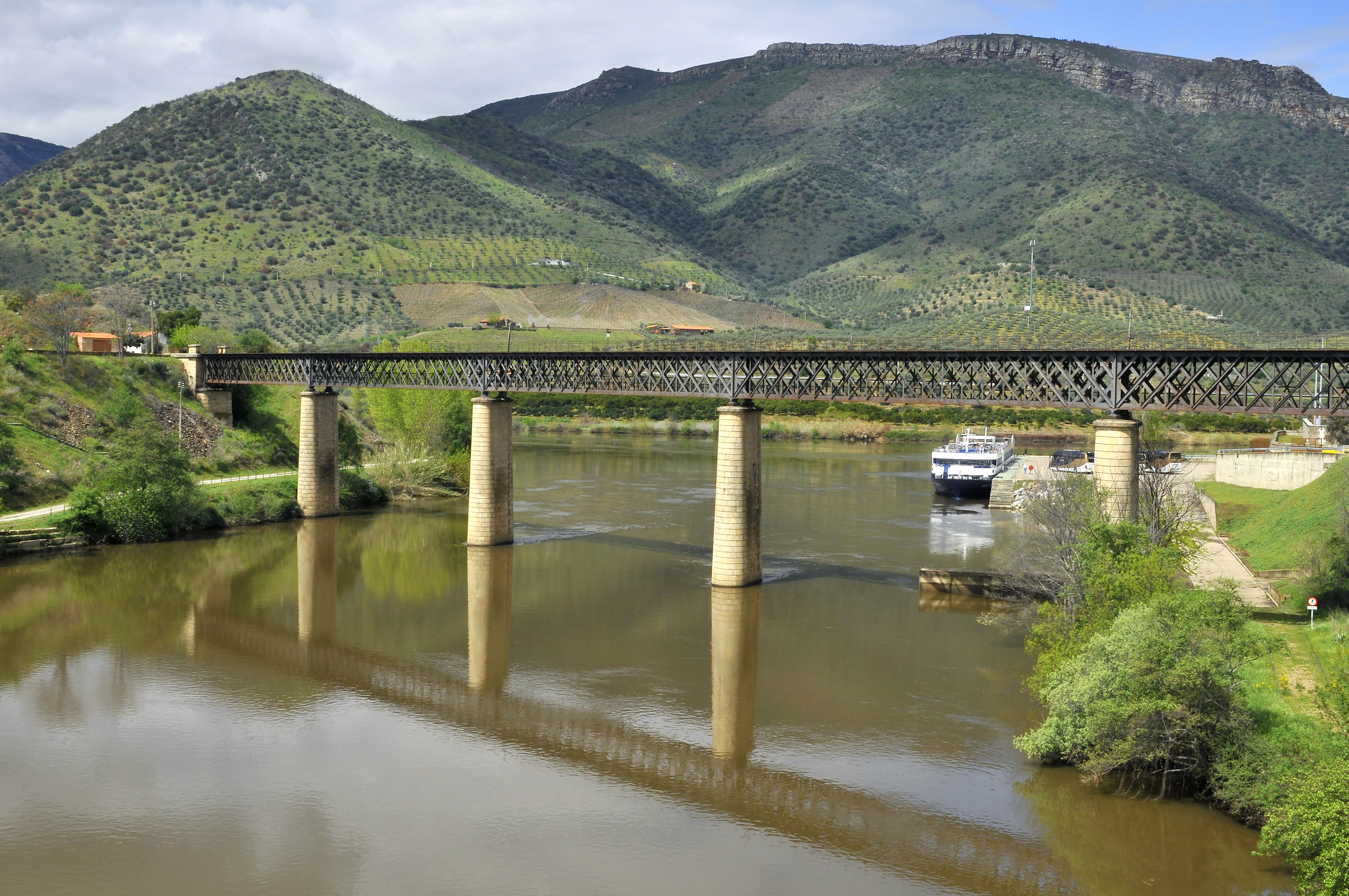
Puente Internacional del Río Águeda, cerca de Barca de Alba.

La explotación de la línea resultó un fracaso financiero desde el primer momento, amenazando de ruina a los siete mayores bancos de Oporto. Tras su mala situación financiera, el Sindicato traslada la sede de la Compañía del Ferrocarril de Salamanca a la Frontera Portuguesa a Salamanca y se refunda como Companhia das Docas do Porto e dos Caminhos de Ferro Peninsulares, que aprobó sus estatutos el 4 de diciembre de 1889 con el 55% de su capital perteneciente al Estado portugués y que consiguió mejorar la explotación en 1894. La línea se utilizaría para el «Sud Expresso» durante el siglo XIX porque este trayecto reducía el tiempo del recorrido de Portugal a Francia en cerca de 5 horas.

### Formación deCaminhos de Ferro do Estado
La ley del 14 de julio de 1899 creó Caminhos de Ferro do Estado, una empresa estatal con cierta independencia que fusiona la gestión de las empresas Caminhos de Ferro do Minho e Douro y Caminhos de Ferro do Sul e Sueste. La primera, propietaria de la línea del Duero y la del Miño, se constituyó como la División del Duero y Miño de la nueva compañía.

### sigloXX

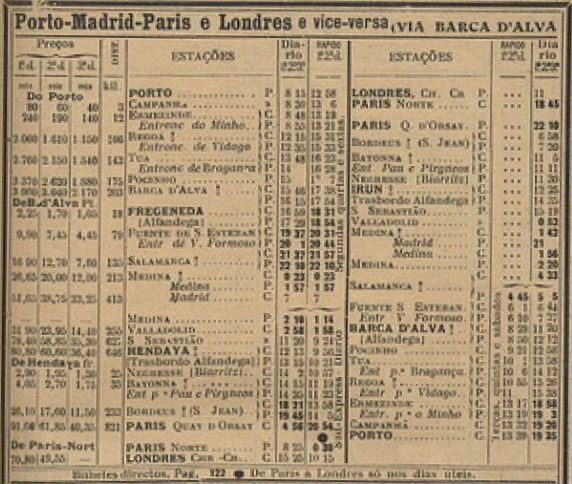
Horarios del tren en 1913 entre Oporto, Madrid, París y Londres, pasando por Barca de Alba.

El 7 de febrero de 1902 fueron aprobados dos proyectos para la construcción de puentes sobre el río Duero, siendo uno de conexión por carretera para dar acceso a la Estación Ferroviaria de Pinhão, y otro, de tipo ferroviario, junto a la localidad de Pocinho, para conectar la Estación Ferroviaria de Pocinho con la línea del Sabor y la Ruta Real 9. A comienzos de este año estaba prevista la introducción de vagones de primera clase en los servicios entre Oporto y Barca de Alba.
En 1927, la Companhia dos Caminhos de Ferro Portugueses ganó el concurso de arrendamiento de las líneas de Caminhos de Ferro do Estado, pasando a gestionar las antiguas conexiones de esta operadora, que incluían la línea del Duero.

#### Cierre

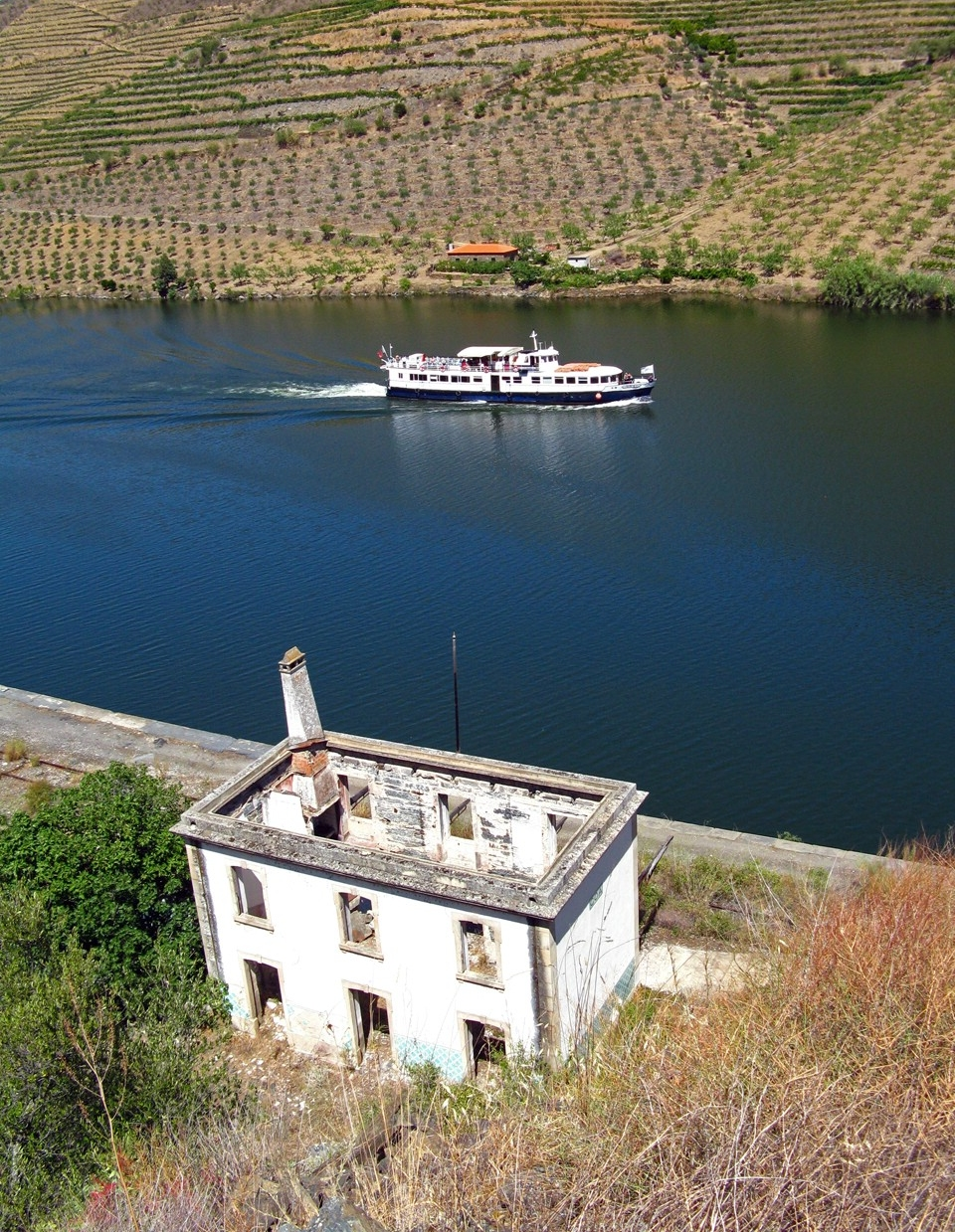
Un crucero de turistas por el Duero pasando frente a la estación de Coa, abandonada en 1988.

El 30 de septiembre de 1984, el Gobierno español decidió cerrar la línea La Fuente de San Esteban-Barca de Alba, con efecto a partir del 1 de enero de 1985, alegando falta de rentabilidad. Ello supone consecuentemente también el cierre del tramo internacional entre La Fregeneda y Barca de Alba.
En 1988 se hizo lo mismo en el lado portugués, donde el Gobierno luso también alegaba falta de rentabilidad, suspendiendo los servicios del tramo Pocinho-Barca de Alba. La línea del Duero pasa entonces a ser utilizada solo entre Ermesinde y la estación de Pocinho. La explotación del tramo restante hasta Barca de Alba queda completamente abandonada.

### sigloXXI
En agosto de 2009 fue anunciada por la entonces Secretaria de Estado y de Transportes portuguesa, Ana Paulo Vitorino, la intención de reabrir el tráfico internacional de esta línea y de iniciar las obras para la recuperación del tramo entre Pocinho y Barca de Alba.
En 2019, el primer ministro portugués António Costa se pronunció sobre el tema diciendo que solo recuperaría la línea del Duero entera hasta Barca de Alba si hubiese un acuerdo con España para que reabriese la conexión internacional por el tramo La Fuente de San Esteban-La Fregeneda, conexión que el Gobierno español no consideraba prioritaria.
En marzo de 2021, la Asamblea de la República portuguesa aprobó por unanimidad reabrir el tramo abandonado en 1988 desde Pocinho hasta la frontera española en Barca de Alba. La decisión no es vinculante, pero emplaza al Gobierno portugués a llevarla a cabo, incluso si España no reabre la línea La Fuente de San Esteban-Barca de Alba, sustentando la decisión en que serviría de apoyo al sector minero del municipio de Torre de Moncorvo e incentivaría la cohesión territorial y el turismo en la zona, declarada Patrimonio de la Humanidad por la Unesco.
En abril de 2022, Infraestructuras de Portugal finalizó los estudios de viabilidad técnica y ambiental, con un resultado favorable. En ellos, se contempla una rehabilitación de la vía actual y de sus estaciones, desde Pocinho hasta la frontera en Barca de Alba, además de la electrificación de la vía e implementación de sistemas de seguridad, telecomunicaciones y señalización. El estudio estima que la velocidad media del trayecto será de entre 70km/h y 100km/h, y que tendrá la capacidad de transporte de pasajeros y mercancías, destacando como condicionante principal la primera, debido al valor paisajístico y patrimonial del tramo. La ministra de Cohesión Territorial de Portugal, Ana Abrunhosa, declaró «cuando el Gobierno español entienda que la reapertura del ferrocarril del Duero va a ser una realidad, tendremos otros argumentos para convencerlo».

## Véase también

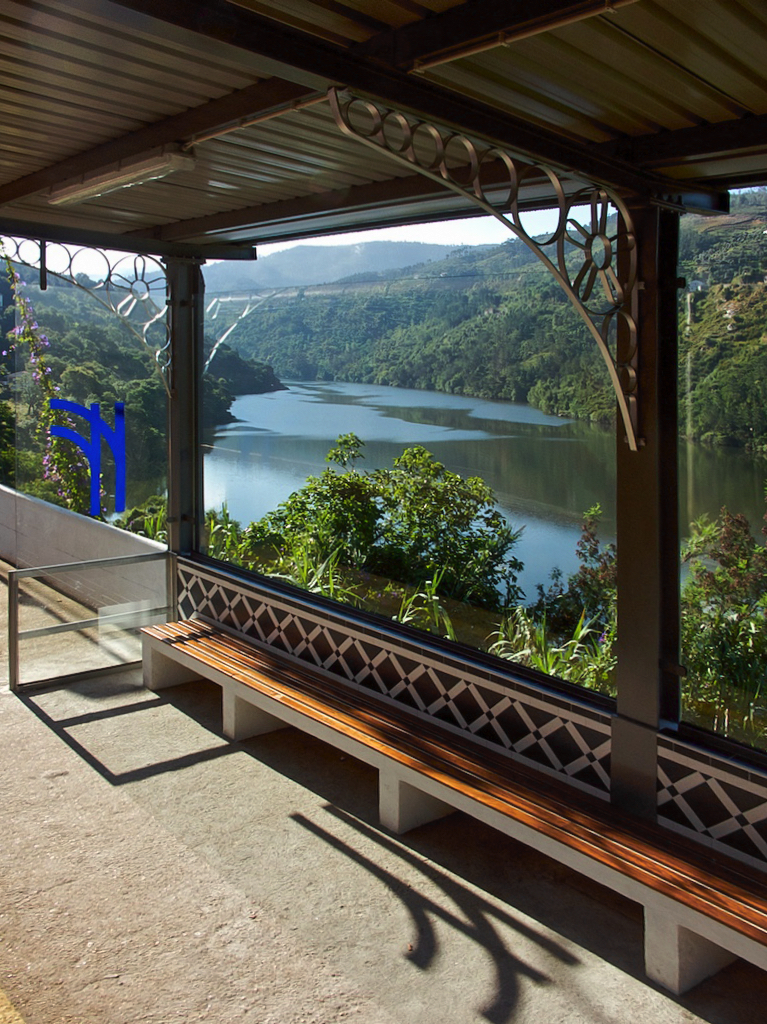
Estación de Mosteirô.

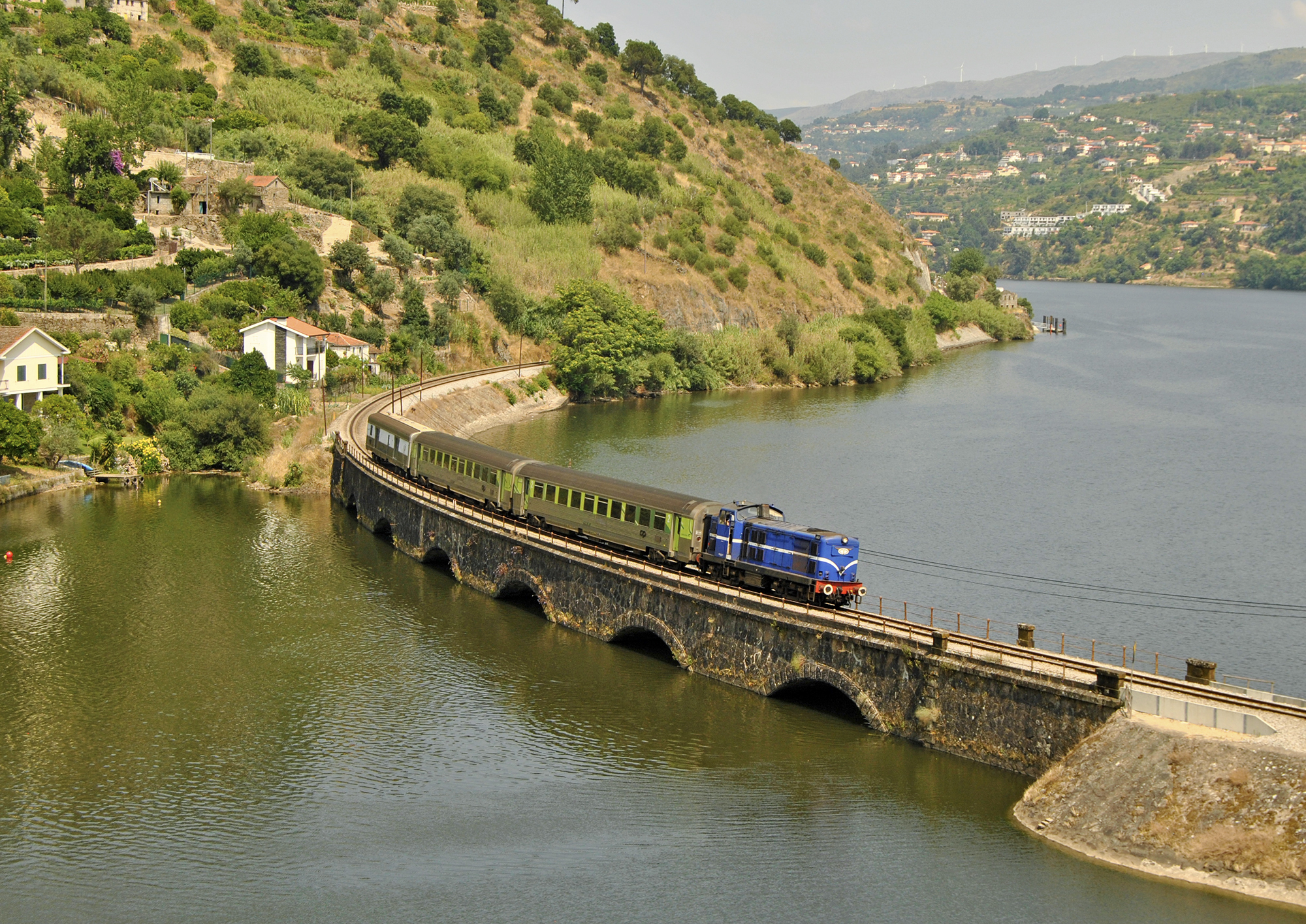
Puente de Caldas de Aregos.

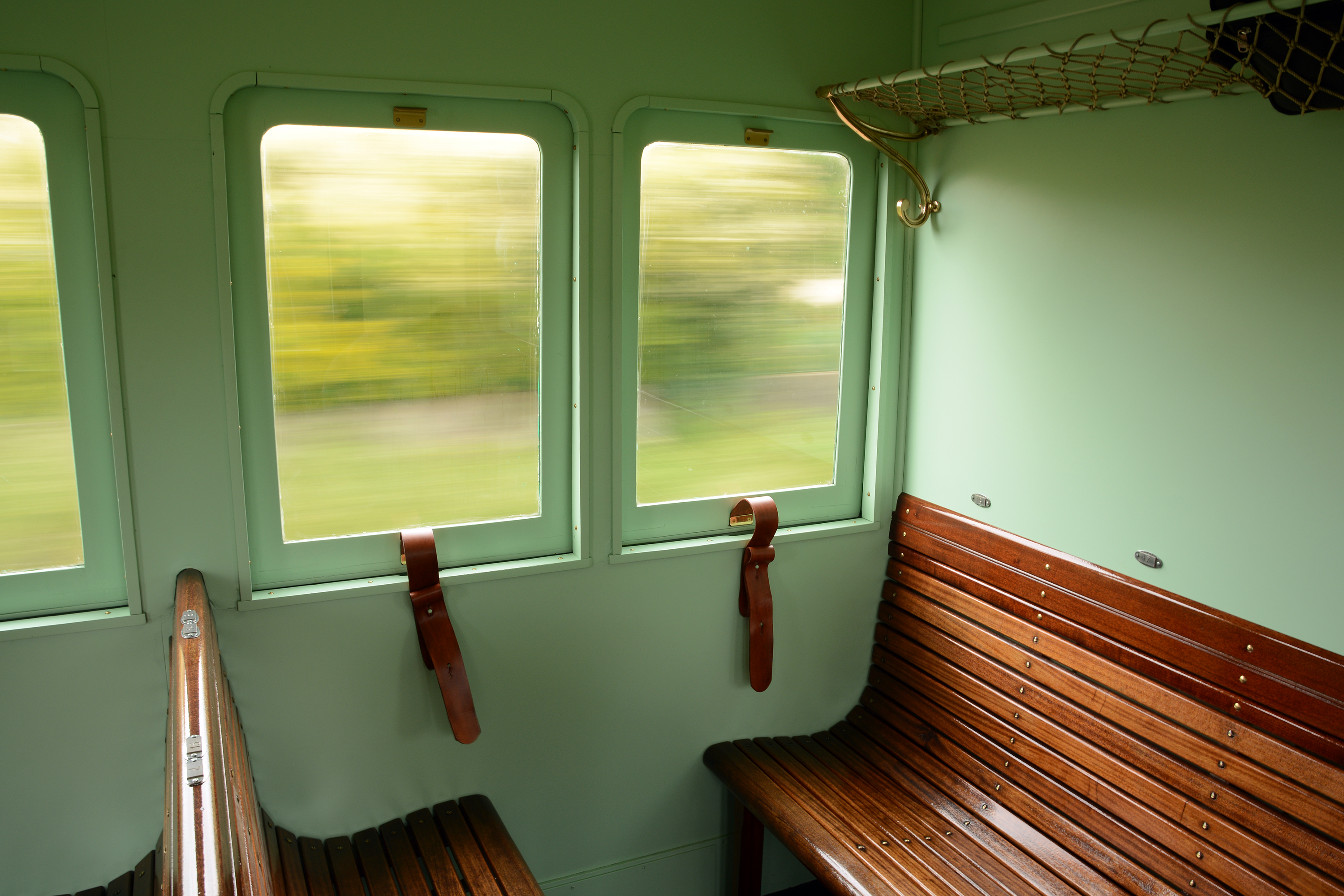
Tren turístico.